# Brett Leason
Brett Leason, född 30 april 1999, är en kanadensisk professionell ishockeyforward som är kontrakterad till Washington Capitals i National Hockey League (NHL) och spelar för Hershey Bears i American Hockey League (AHL). Han har tidigare spelat för Tri-City Americans och Prince Albert Raiders i Western Hockey League (WHL).
Leason draftades av Washington Capitals i andra rundan i 2019 års draft som 56:e spelare totalt.

## Statistik
| 2012–2013  | Calgary Flames        | AMBHL      | 30  | 9  | 12 | 21  | 10 | —  | —  | —  | —  | —  |
| 2013–2014  | Calgary Flames        | AMBHL      | 33  | 23 | 50 | 73  | 8  | 11 | 4  | 12 | 16 | 6  |
|            | NWCAA Stampeders      | AMMHL      | 4   | 1  | 0  | 1   | 0  | —  | —  | —  | —  | —  |
| 2014–2015  | NWCAA Stampeders      | AMMHL      | 30  | 43 | 40 | 83  | 18 | —  | —  | —  | —  | —  |
|            | Calgary Flames        | AMHL       | 5   | 2  | 1  | 3   | 0  | —  | —  | —  | —  | —  |
| 2015–2016  | Calgary Flames        | AMHL       | 32  | 21 | 29 | 50  | 45 | 8  | 7  | 6  | 13 | 6  |
|            | Calgary Canucks       | AJHL       | 1   | 0  | 0  | 0   | 0  | —  | —  | —  | —  | —  |
|            | Tri-City Americans    | WHL        | 1   | 0  | 0  | 0   | 0  | —  | —  | —  | —  | —  |
| 2016–2017  | Tri-City Americans    | WHL        | 68  | 8  | 10 | 18  | 6  | 4  | 0  | 0  | 0  | 0  |
|            | Calgary Canucks       | AJHL       | 1   | 0  | 0  | 0   | 0  | —  | —  | —  | —  | —  |
| 2017–2018  | Tri-City Americans    | WHL        | 12  | 1  | 0  | 1   | 2  | —  | —  | —  | —  | —  |
|            | Prince Albert Raiders | WHL        | 54  | 15 | 17 | 32  | 14 | 7  | 0  | 3  | 3  | 0  |
| 2018–2019  | Prince Albert Raiders | WHL        | 55  | 36 | 53 | 89  | 28 | 22 | 10 | 15 | 25 | 15 |
| 2019–2020  | Hershey Bears         | AHL        | 50  | 3  | 11 | 14  | 12 | —  | —  | —  | —  | —  |
| 2020–2021  | Hershey Bears         | AHL        | 33  | 9  | 11 | 20  | 8  | —  | —  | —  | —  | —  |
| 2021–2022  | Washington Capitals   | NHL        | 1   | 0  | 0  | 0   | 0  | —  | —  | —  | —  | —  |
|            | Hershey Bears         | AHL        | 5   | 1  | 0  | 1   | 0  | —  | —  | —  | —  | —  |
| NHL totalt | NHL totalt            | NHL totalt | 1   | 0  | 0  | 0   | 0  | —  | —  | —  | —  | —  |
| AHL totalt | AHL totalt            | AHL totalt | 88  | 13 | 22 | 35  | 20 | —  | —  | —  | —  | —  |
| WHL totalt | WHL totalt            | WHL totalt | 190 | 60 | 80 | 140 | 50 | 33 | 10 | 18 | 28 | 15 |

### Internationellt
| Källa: Uppdaterad: 2021-10-30 | Källa: Uppdaterad: 2021-10-30 | Källa: Uppdaterad: 2021-10-30 |         | Utv = Utvisningsminuter | Utv = Utvisningsminuter | Utv = Utvisningsminuter | Utv = Utvisningsminuter | Utv = Utvisningsminuter |
| År                            | Lag                           | Mästerskap                    | Matcher | Mål                     | Assists                 | Poäng                   | Utv                     |                         |
| ----------------------------- | ----------------------------- | ----------------------------- | ------- | ----------------------- | ----------------------- | ----------------------- | ----------------------- | ----------------------- |
| 2019                          | Kanada                        | JVM                           | 5       | 2                       | 3                       | 5                       | 0                       |                         |
| Junior totalt                 | Junior totalt                 | Junior totalt                 | 5       | 2                       | 3                       | 5                       | 0                       |                         |